# Dumasia villosa
Dumasia villosa är en ärtväxtart som beskrevs av Dc. Dumasia villosa ingår i släktet Dumasia och familjen ärtväxter. IUCN kategoriserar arten globalt som livskraftig.

## Underarter
Arten delas in i följande underarter:
- D. v. arunachalensis
- D. v. leiocarpa
- D. v. villosa